# Bolbelasmus nireus
Bolbelasmus nireus är en skalbaggsart som beskrevs av Edmund Reitter 1895. Bolbelasmus nireus ingår i släktet Bolbelasmus och familjen Bolboceratidae. Inga underarter finns listade.